# 中村大三郎
中村 大三郎（なかむら だいざぶろう、1898年3月21日 - 1947年9月14日）は、京都市生れの日本画家。京都市立絵画専門学校（現京都市立芸術大学）教授。

## 経歴
- 1898年（明治31年）、京都市下立売小川に、染色関係の仕事をする中村安吉の長男として生まれる。また弟中村道太郎も日本画家。
- 1911年（明治44年）、京都市立美術工芸学校絵画科に入学。
- 1916年（大正5年）、3月、同校卒業。卒業制作は《柔かき日蔭》（京都市立芸術大学芸術資料館蔵）。4月、京都市立絵画専門学校に入学。
- 1918年（大正7年）、10月、第12回文展で《懺悔》初入選。
- 1919年（大正8年）、3月、京都市立絵画専門学校本科を首席卒業。卒業制作は《花を持てる聖者》（京都市立芸術大学芸術資料館蔵）。第1回帝展で《双六》入選。
- 1920年（大正9年）、第2回帝展で《静夜聞香》が特選となる。
- 1921年（大正10年）、第3回帝展で《浄謐》（静岡県立美術館蔵）入選。日仏交換展でパリでも展示される。京都市立絵画専門学校研究科を修了。この年、京都市外太秦村字嵯峨野茶ノ木原に転居。
- 1922年（大正11年）、10月、第4回帝展で《燈籠のおとど》（広島 耕三寺蔵）がふたたび特選。大阪髙島屋（心斎橋）にて第1回個展を開催、20点を出品。「九名会」が結成され、堂本印象・福田平八郎らと共にその一員となる。
- 1924年（大正13年）、6月、京都市立美術工芸学校教諭となる。10月10日～16日、大阪髙島屋（長堀橋）6階美術部にて第2回個展を開催、《婦女薫香》・《寧楽の秋》など軸装20点を出品（『中村大三郎第二回個人展覧会図録』・タブロイド版『中村大三郎氏第二回個人展覧会』髙島屋美術部）。10月、第5回帝展に《婦女弄花》出品。
- 1925年（大正14年）、京都市立絵画専門学校助教授に任ぜられる。第6回帝展に《婦女図》（個人蔵）出品。
- 1926年（大正15年）、5月、西山翠嶂の長女、都由子と結婚。10月、第7回帝展に妻をモデルに描いた《ピアノ》（京都市美術館蔵）出品、帝国美術院賞候補となる。帝展委員となる。12月、『美之国』2-12に「宇田萩邨論 太夫の印銘」を寄稿。
- 1927年（昭和2年）、6月、『美之国』3-5に神崎蠻楚桂「転機に佇む大三郎氏」が掲載される。10月22日～26日、東京髙島屋で京都六名家展開催。大三郎の他に堂本印象・金島桂華・宇田萩邨・福田平八郎・榊原紫峰の5名が出品（『美之国』3-9）。12月、『美之国』3-10に「作家月旦 梥本一洋氏 梥本君について」を寄稿。
- 1928年（昭和3年）、3月6日～7日、京都市立絵画専門学校からの出張で中井宗太郎とともに写真家を同伴し、名古屋離宮（名古屋城）襖絵撮影。4月、『美之国』4-4に「森守明論 森君について」を寄稿。5月、帝国美術院会議で帝展新審査員に選任され、第9回帝展審査員をつとめ、《編物》（個人蔵）出品。
- 1929年（昭和4年）、1月、『美之国』5-1に「勝田哲論 勝田君寸感」、3月、『美之国』5-3に「堀井香坡論 堀井香坡君の作品」を寄稿。7月、東京日本橋三越で開催の、美之国5周年記念 東西諸大家新作展に《婦女》出品。

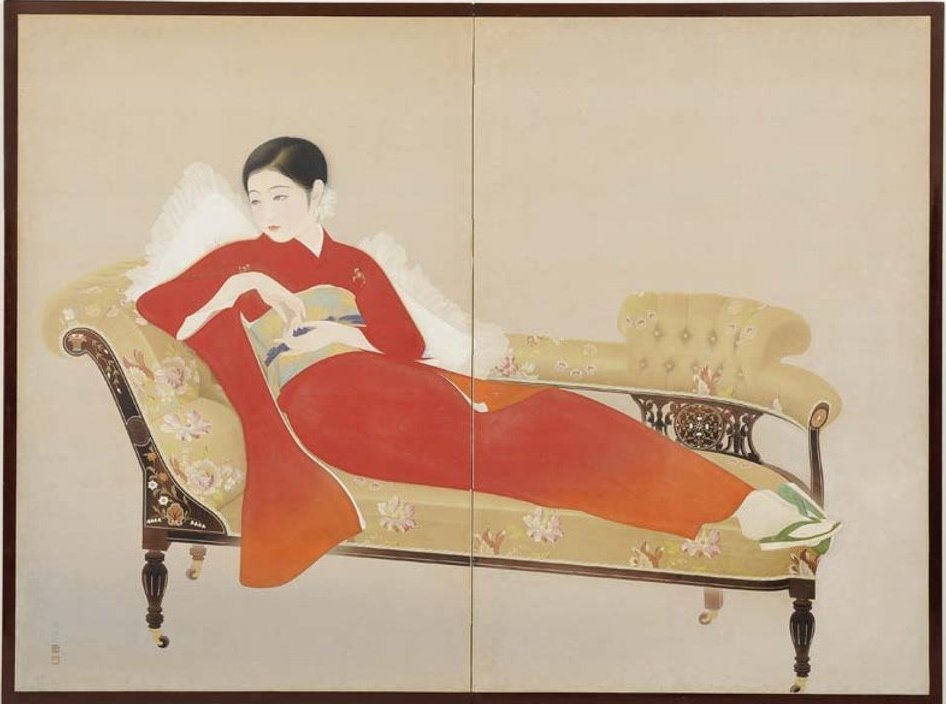
「婦女」(1930)ホノルル美術館所蔵

- 1930年（昭和5年）、4月、『アトリエ』7-4に「画題探索の方向」、5月、『アトリエ』7-5に「堂本印象氏の一面感」を寄稿。第11回帝展に《婦女》（米国 ホノルル美術館蔵）出品、モデルは女優の入江たか子。
- 1931年（昭和6年）、《夕月》（京都府立鴨沂高等学校蔵）制作。
- 1932年（昭和7年）、2月、東京日本橋三越で開催の美之国主催 東西諸大家新作展に《立雛》出品。5月8日～9日、京洛画家新作画展に《凉宵》出品。6月8日～12日、日本橋三越にて開催の三越絵画展に《菅公》出品。第13回帝展審査員をつとめる。
- 1933年（昭和8年）、5月6日～8日、京都岡崎公会堂で開催の青甲社創立十周年記念展に客員として《女人像》特別出品。6月、中村大三郎画塾創立。実際には前年秋頃に塾創立と展覧会開催を弟子たちの主導で決めたが、やるからには十分な制作期間をとるべきと指導してこの6月に至ったという。6月27日～29日、大丸京都店での第1回中村大三郎画塾展に《黒衣女人像》（個人蔵）出品、モデルは女優の桂珠子。10月、第14回帝展に《髪》（焼失、下絵＝京都市美術館蔵）出品、帝展審査員をつとめる。先斗町歌舞練場の秋の温習会で上演の中内蝶二作「山姥」の舞台装置《八重桐の室》・《足柄山》を描く。
- 1934年（昭和9年）、4月、長男・實誕生。5月1日～25日、大礼記念京都美術館にて開館記念の京都綜合展（京都市美術展の前身）開催され、《女人像》（京都市美術館蔵）出品。7月、『大阪毎日新聞』に19回連載の井上吉次郎「紅蓮三昧」の挿絵を描く。第15回帝展に《白容》出品。
- 1935年（昭和10年）、春虹会結成。東京日本橋三越にて第1回展開催、《春衣》出品。他に竹内栖鳳・菊池契月・西山翠嶂ら17名。5月15日～17日、第1回京都市展審査員をつとめ、『京都日日新聞』に「明日への萌芽　市美術展日本画寸感」を寄稿。9月、『美之国』11-9に美人についての随筆「顔、容以外」を寄稿、スケッチ《顔》とともに掲載される。11月、第1回青松会日本画展に《新春》出品。五葉会展に《雪後》出品。11月、『美之国』11-11所載の「アトリエ風景」に嵯峨野有栖川町の家が紹介される。12月1日～8日、日本橋三越で開催の三越綜合展に《姉妹》出品。
- 1936年（昭和11年）、1月10日～15日、上野松坂屋で開催の青松会第1回展に《新春》出品。『美之国』12-1所載の「現代日本画壇精鋭百十人集」に採り上げられる。3月25日～30日、日本橋三越で開催の春虹会展に《雨霽》出品。5月、桐華会第1回展に《初夏》出品。10月、文展招待展《読書》（東京芸術大学大学美術館蔵）政府買上げとなる。西山翠嶂らの退職により、京都市立絵画専門学校教授に就任。7月16日、京都美術倶楽部で開催の五葉会展に《佳人》出品。9月、昭和11年文展の委員候補に挙げられる。11月、京都丸物デパートで開催の洛秀会展に《新春図》出品。12月1日～4日、京都大丸で開催の日本画最高展に《麗人》出品。12月12日～14日、東京美術倶楽部で開催の東京会展に《熊野》出品。
- 1937年（昭和12年）、1月3日、西山翠嶂邸「東山祇南荘」の青甲社新年会に夫妻で出席。1月12日には中村大三郎画塾でも研究会後に新年会を行う。大三郎の謡曲をもって散会（『美之国』13-2）。3月15日～22日、日本橋三越で開催の春虹会第3回展に《春宵》出品。4月1日～7日、大阪松坂屋で中村大三郎画塾第1回試作展開催、《春》出品。東京会展に《富貴草》出品。5月1日～3日、京都美術倶楽部で開催の岡墨光堂襲名展に《草紙洗小町》出品。5月、伏原春芳堂展の京都展に《花筺》出品。能に取材した作品で、東京美術倶楽部での東京展には不出品。5月29日～6月17日、第2回京都市美術展に《春》出品。生爽会結成、6月19日～25日、日本橋三越で開催の第1回展に《羅衣》出品。9月、『美之国』13-9に「東西画壇の好取組」として伊藤深水と対比して採り上げられる。宇田萩邨・金島桂華らとともに京都の帝展特選級作家60余名の献金発起人となる。12月、京都大丸にて開催の日本画最高展に《春宵》出品。第27回表展に《松風》出品。
- 1938年（昭和13年）、3月9日～14日、日本橋三越にて開催の春虹会第4回展に《春宵》出品。3月1日～5日、第24回大阪美術展の審査員をつとめる。3月19日～27日、大阪松坂屋にて中村大三郎画塾試作展を開催、《春》賛助出品。4月8日～10日、大礼記念京都美術館にて中村大三郎画塾第2回展を開催、《弱法師》出品。大阪での試作展出品作品も別室に陳列。5月1日～20日、大礼記念京都美術館で開催の第3回京都市美術展に《黒き帽子》出品、審査員をつとめる。6月、第3回青松会日本画展に《清風》出品。7月11日～13日、東京美術倶楽部で開催の尚美展に《初秋》出品。第11回青甲社展に《女人》賛助出品。京都美術倶楽部30周年記念展に《よそほひ》出品。10月、第2回文展に二曲一双《弱法師》出品、審査員をつとめる。12月6日～11日、京都大丸にて開催の第4回日本画最高展に《好日》出品。12月9日～11日、東京美術倶楽部で開催の美術往来社日本画展に出品。
- 1939年（昭和14年）、3月11日～16日、日本橋三越にて開催の春虹会第5回展に《春の夕》出品。4月1日～7日、大阪松坂屋にて中村大三郎画塾小品展を開催、素描《顔》出品。4月30日～5月20日、第4回京都市展の審査員をつとめる。第3回新文展《三井寺》（東京国立近代美術館蔵）政府買上げ、審査員をつとめる。6月13日、中村大三郎画塾展に先立ち上野精養軒に新聞美術雑誌記者を招待、6月14日～19日、東京府美術館、6月24日～26日、京都美術館にて中村大三郎画塾創立七週年記念展（第3回展）開催、《弱法師》出品。塾員2名以上の紹介による一般作品枠と賞を設ける。11月、大阪大丸にて第29回東西諸大家展に《初雪》出品。
- 1940年（昭和15年）、2月、東京府美術館で中村大三郎画塾展、5月に開催と報じられる（『美之国』16-2）が、5月になって大三郎の病気のため東京展中止の報（『詩と美術』2-5・『美之国』16-6）が載る。2月、伏原春芳堂新作画展に《田村》出品。五月、京都画壇展に《紫式部》出品。春虹会第6回展に《菊慈童》出品。6月29日～7月3日、京都美術館にて皇紀奉讃中村大三郎画塾第4回展を開催、二曲一隻《鸚鵡小町》出品、会期中の7月1日には多嘉王妃静子が台臨。紀元二千六百年奉祝美術展に二曲一隻《鸚鵡小町》出品。
- 1941年（昭和16年）、1月、父・安吉没。6月13日～15日、中村大三郎画塾展開催の予定と報じられる（『美之国』17-6）が、8月になって無期延期と報じられる(『詩と美術』3-5)。6月29日～7月3日、大礼記念京都美術館にて第6回京都市展開催、《雨霽る》出品。
- 1942年（昭和17年）、京都霊山護国神社絵馬殿に《醜の御楯》を奉納。
- 1943年（昭和18年）、5月27日～30日、京都市美術館で開催の京都日本画家聯盟舞鶴海軍病院慰問献納画展に《暖》出品。7月、京都日本画家聯盟第3回年次大会で新役員に推され、議長として議事進行をつとめる。8月31日～9月5日、京都大丸で中村大三郎画塾産業戦士感謝激励巡回展京都内示展を開催、《夕月》出品。9月1日～14日、大阪市立美術館、9月22日～28日、京都美術館、10月23日～28日、東京日本橋三越にて開催の関西邦画展覧会に、この年4月に戦死した山本五十六を描いた《山本元帥像》（大阪市立美術館蔵）出品。10月16日～11月20日、第6回文展委員・審査員をつとめ、《山本元帥》（新潟 山本五十六記念館蔵）出品。
- 1945年（昭和20年）、5月、第1回京展に《明眸》出品。官幣社奉献日本画展に《伊勢神宮》出品。
- 1947年（昭和22年）、9月14日、腹膜炎にて没。絶筆《大原御幸》。墓所は左京区心光寺。

## 没後
- 1948年（昭和23年）、9月、一周忌にあたり京都朝日画廊で中村大三郎遺作素描展（京都美術懇話会主催）開催。
- 1957年（昭和32年）、9月1日～8日、京都市美術館で石崎光瑶（1947年没）・梥本一洋（1952年没）との3人での遺作展開催、代表作21点と素描が出品される（『石崎光瑶 中村大三郎 梥本一洋遺作展目録』・『石崎光瑶 中村大三郎 梥本一洋遺作三人集』）。
- 1999年（平成11年）、10月8日～11月28日、京都府立堂本印象美術館で特別企画展「翠嶂・印象・大三郎」開催。
- 2000年（平成12年）、3月18日、京都芸術センターにて大三郎が寄付したチェコスロバキア製のピアノの名器ペトロフのコンサートが開催される。中村大三郎《ピアノ》の画中に描かれた楽譜「トロイメライ」などを演奏。
- 2001年（平成13年）、新潟 長岡市の個人宅から《山本元帥》（1943年、第6回文展）が発見される。
- 2002年（平成14年）、K.Brown・S.Minichiello著『Taisho　Chic』（「大正シック」、ホノルル芸術アカデミー）が出版され、表紙に中村大三郎《婦女》（ホノルル美術館蔵）が用いられる。
- 2005年（平成17年）、米国 カリフォルニア大学バークレー校美術館ほかで開催の「Taisho Chic」展に《婦女》（ホノルル美術館蔵）が出品される。
- 2006年（平成18年）、7月29日～10月9日、奈良県立万葉文化館で「中村大三郎・由里本 出　日本画展」開催。
- 2013年（平成25年）、9月2日発売、「京都市美術館開館80周年記念オリジナル切手」。京都市美術館所蔵作品10点を使用したオリジナル切手を作成され、そのうちの１点として「ピアノ」が採用される[1]。

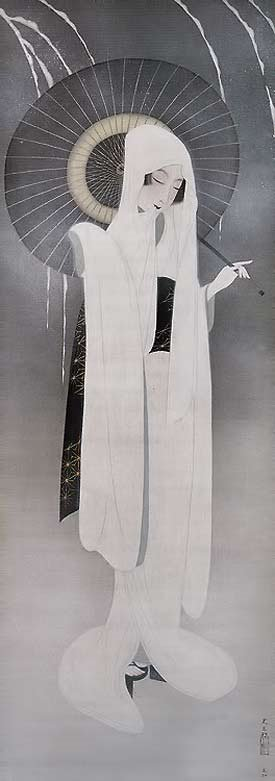
「鷺娘」シカゴ美術館所蔵

## 主な作品
- 《浄謐》（1921年） 静岡県立美術館
- 《燈籠のおとど》（1922年） 耕三寺
- 《ピアノ》（1926年） 京都市美術館
- 《編物》（1928年） 個人（京都国立近代美術館寄託）
- 《婦女》（1930年） ホノルル美術館
- 《読書》（1936年） 東京芸術大学大学美術館
- 《三井寺》（1939年） 東京国立近代美術館
- 《山本元帥像》（1943年） 大阪市立美術館
- 《山本元帥》（1943年） 山本五十六記念館

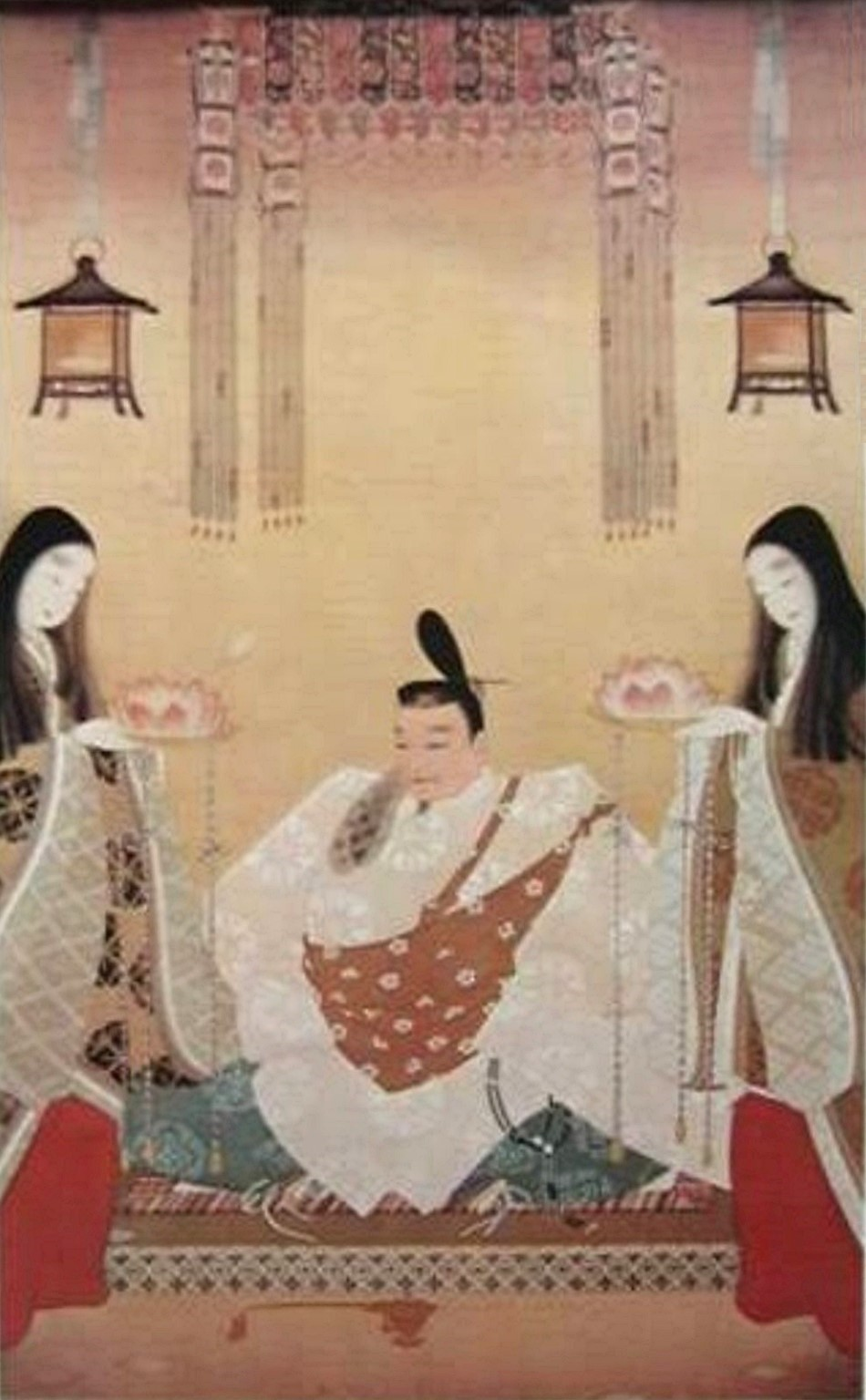
「灯篭のおとど」
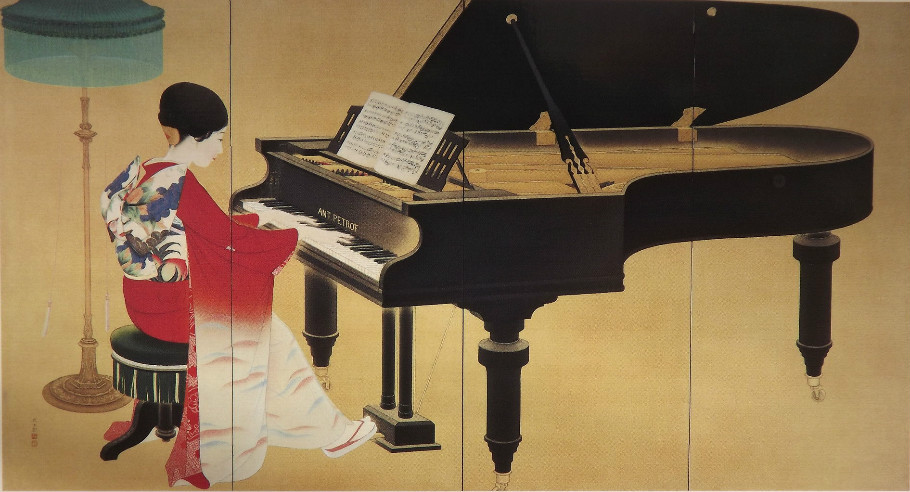
「ピアノ」
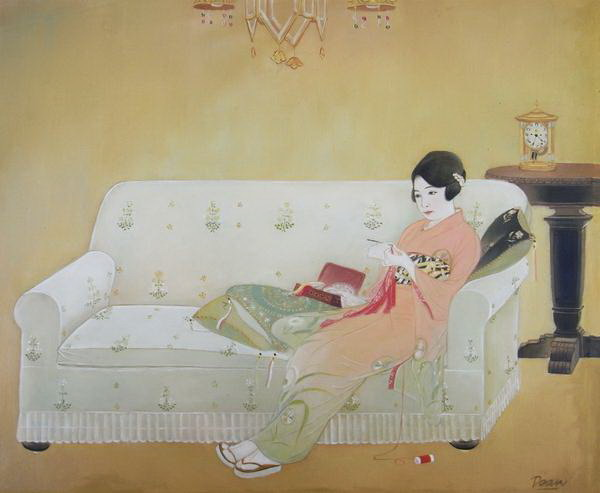
「編物」
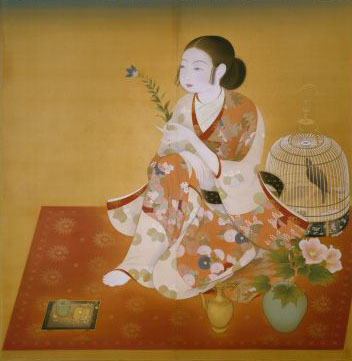
「婦女」